# Rábaszentandrás
Rábaszentandrás (1913-ig Szentandrás, németül: St. Andrä) község Győr-Moson-Sopron vármegyében, a Csornai járásban.

## Fekvése
Magyarország északnyugati részén, a Rábaközben, Győr-Moson-Sopron vármegye déli határszéle mellett, Szany nagyközség közvetlen, keleti szomszédságában terül el. További szomszédos települések: észak felől Egyed, északkelet felől Sobor, délkelet felől Marcaltő, dél felől pedig Várkesző

### Megközelítése

#### Közút
A település közigazgatási területén áthalad a Pápát a Rábaközzel összekötő 8408-as út, ezen érhető el a 86-os főút felől és a 83-as főút Veszprém vármegyei szakasza irányából is. Igaz, a község lakott területeit ez az út nem érinti, belterületén csak a 8424-es út halad végig, amely Egyeden indulva, Sobor és Rábaszentandrás érintésével vezet Szany központjáig; értelemszerűen ezért a 8408-asról is erre az útra kell rátérnie az ide tartó utazónak.
A megyeszékhely, Győr irányából a legegyszerűbb a 85-ös főutat (vagy az M85-ös autóutat) választani Csornáig, ott rátérni a 86-os főútra, utóbbiról Szilsárkány után lekanyarodni a 8408-as útra, onnét pedig Szany központjában rátérni a 8424-esre. Egy másik, valamivel rövidebb, de több településen átvezető útvonal: a 83-as főúton Tétig, onnan Mórichida és Árpás érintésével Egyedig a 8419-es úton, Egyedtől pedig a 8424-esen.
Közigazgatási határának déli szélét érinti még a 8412-es út is, amely innen egészen Celldömölk térségéig (Vönöckig) húzódik.

#### Vasút
A hazai vasútvonalak közül a települést a Pápa–Csorna-vasútvonal érinti, amely a nyugati határszélén húzódik. A község nevét viseli a Szannyal közös Szany-Rábaszentandrás vasútállomás, de az állomás teljes egészében Szany területén helyezkedik el.

## Története és mai élete
A község nevét Zenthandras alakban őrző első írásos dokumentum Mátyás király korában, 1469-ben kelt. Középkori földesurai között találjuk a Mórichidaiakat, Thurzó Eleket, aki Pápa várához csatolta a falut, és Enyingi Török Bálintot is, akinek sorsát Arany János balladában énekelte meg. A 16. században Szentandrást is feldúlták a törökök, lakói elmenekültek, és a falu csak évtizedekkel később népesült be újra.
A reformáció korában Szentandrás lakói evangélikus hitre tértek, aminek következtében papjukat, Borhidai Miklós prédikátort később gályarabságra ítélték.
Az 1800-as években a Batthyányak lettek a település földesurai.
Az 1848-as szabadságharcban 12 szentandrási honvéd harcolt.
Az első világháborúban 44-en, a másodikban 10-en vesztették életüket a rábaszentandrásiak közül.
Az 1956-os forradalom bukását követő időszakban termelőszövetkezet alakult a községben, amely később Sobor szövetkezetével egyesült, közigazgatásilag pedig Szany tanácsához telepítették a falu ügyeinek intézését.
A rendszerváltást követően a község ismét önállósodott, termelőszövetkezete felbomlott, és azóta egyéni gazdálkodók művelik a település földjeit.
Az utóbbi évtizedekben egyre fogy a lakossága, ami a születések számának csökkenésére és a fiatalok egy részének elvándorlására vezethető vissza. A településen lakók jelentős része is ingázik – Szanyban, Csornán, Pápán, Győrben keresi a kenyerét.
Rábaszentandrás infrastrukturális ellátottsága jó: villany, víz, csatorna, gáz, telefon, pormentesített utak és járdák, orvosi és állatorvosi ellátás, óvoda és alsótagozatos iskola van a faluban.

## Közélete

### Polgármesterei
- 1990–1994: Balázs József (FKgP)[3]
- 1994–1998: Balázs József (független)[4]
- 1998–2002: Balázs József (független)[5]
- 2002–2006: Balázs József (független)[6]
- 2006–2010: Balázs József (független)[7]
- 2010–2014: Nagy László (független)[8]
- 2014–2019: Nagy László (független)[9]
- 2019–2024: Gasztonyi György (független)[10]
- 2024– : Gasztonyi György (független)[1]

### Önkormányzata
A településen a rendszerváltás óta már háromszor, 1998-ban, 2006-ban és 2019-ben maradt el az önkormányzati képviselő-választás, elegendő számú képviselő-jelölt hiányában; mindhárom esetben időközi választást kellett tartani.

## Népesség
A település népességének változása:
| Lakosok száma | 479  | 466  | 479  | 465  | 443  | 456  | 454  |
|               | 2013 | 2014 | 2015 | 2021 | 2022 | 2023 | 2024 |

A 2011-es népszámlálás során a lakosok 71,8%-a magyarnak, 0,4% cigánynak, 0,8% németnek, 0,2% románnak mondta magát (28% nem nyilatkozott; a kettős identitások miatt a végösszeg nagyobb lehet 100%-nál). A vallási megoszlás a következő volt: római katolikus 33,1%, református 2,3%, evangélikus 30,4%, görögkatolikus 0,2%, felekezeten kívüli 3,5% (30,2% nem nyilatkozott).
2022-ben a lakosság 94,1%-a vallotta magát magyarnak, 3,2% cigánynak, 1,4% németnek, 0,7% szerbnek, 0,2% szlováknak, 0,7% egyéb, nem hazai nemzetiségűnek (5,2% nem nyilatkozott; a kettős identitások miatt a végösszeg nagyobb lehet 100%-nál). Vallásuk szerint 41,1% volt római katolikus, 26% evangélikus, 3,6% református, 0,5% görög katolikus, 0,2% egyéb keresztény, 1,1% egyéb katolikus, 1,8% felekezeten kívüli (25,7% nem válaszolt).

## Látnivalók

### Római katolikus templom

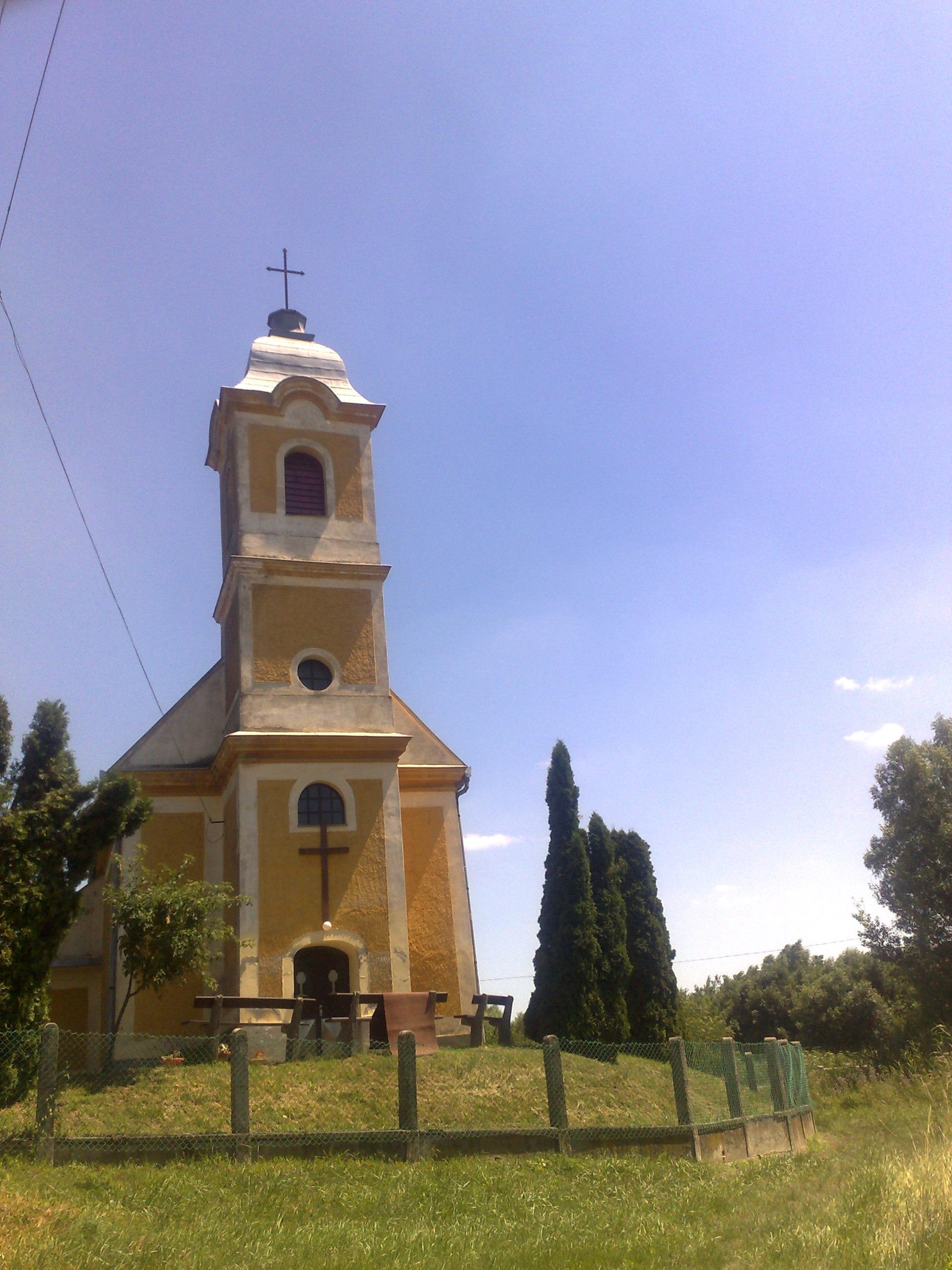
A római katolikus templom 2010-ben

A barokk római katolikus templom 1760-ban épült. Egyhajós, tornya alatt rokokó jellegű kapu vezet a belsejébe. A templomtornyot szép, harang alakú toronysisak fedi.
A templom belsejében, az asztaloltár fölött a keresztre feszített Szent András fából faragott, a templom építésének évében készült domborműve látható.

### Evangélikus templom

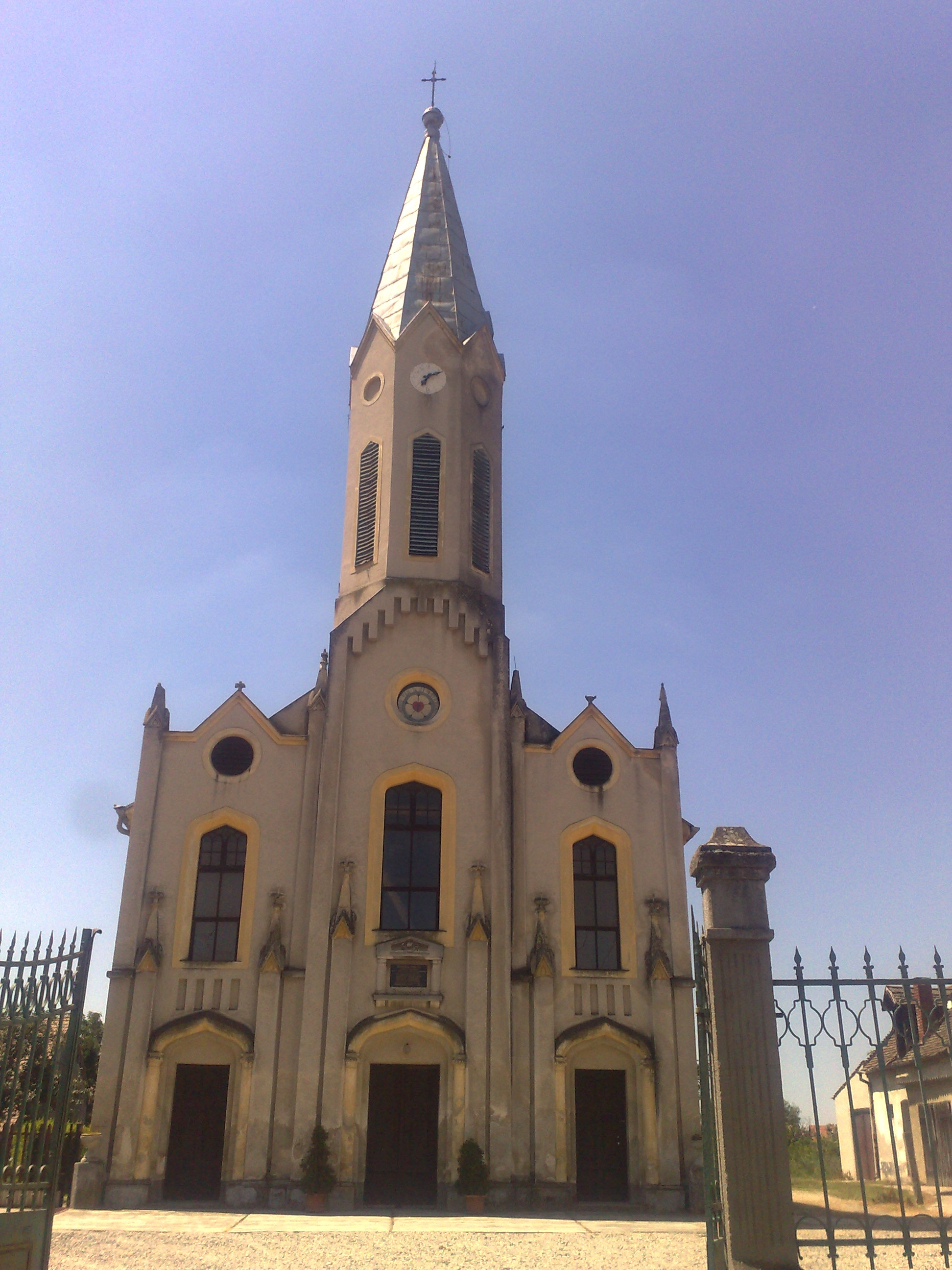
Az evangélikus templom 2010-ben

Az evangélikus templom II. József 1781-es türelmi rendeletének kiadása után, 1785-ben épült. Felszentelése Szentháromság ünnepe utáni 3. vasárnap, akkoriban 1785. június 12-én történt meg. Érdekessége a dolognak, hogy az első istentisztelet advent 3. vasárnapján, ugyanebben az évben volt. Okait még nem tudjuk, ezt újabb kutatásokkal lehetne feltárni (A türelmi rendelet lehetővé tette az evangélikus, református és görögkeleti hitvallásúak szabad vallásgyakorlását. 100 család gyülekezetet alapíthatott, és a gyülekezetek a templomépítés jogát is megkapták.)
A templom egyhajós, késő barokk, neogótikus homlokzattal és toronnyal. A hajóhoz és a kétoldali karzathoz neogótikus kapuk vezetnek. 1871-ben készült oltárképe Krisztust ábrázolja az Olajfák hegyén. A templom keresztelőkútja XVIII. századi alkotás. Orgonáját közadakozás után 1906-ban készítette el Angster József és fia. A kor fejlettségének megfelelően pneumatikus tasniládás a hangszer. Sípjai közül a prospekteket elvitték 1917-ben, ezeket pótolták 1924-ben (sajnos nem orgonafémből készültek ezek). A többi síp a hangszerben eredeti. Motorját a 70-es évek környékén szerelték be egy külső helyiségbe, amelyet az orgonatesttel egy kályhacső kötött össze. A háromlépcsős orgonafelújítási projekt keretében 2011 novemberében kicserélték a fújtatóberendezést egy korszerűre. A harangot Seltenhofer Frigyes, soproni harangöntő készítette, s a harang mellé egy kovácsoltvas kerítést is felállítottak, melyet szintén ő készített.

### Kis Jánosemléktáblája a szülőháza helyén álló épületen

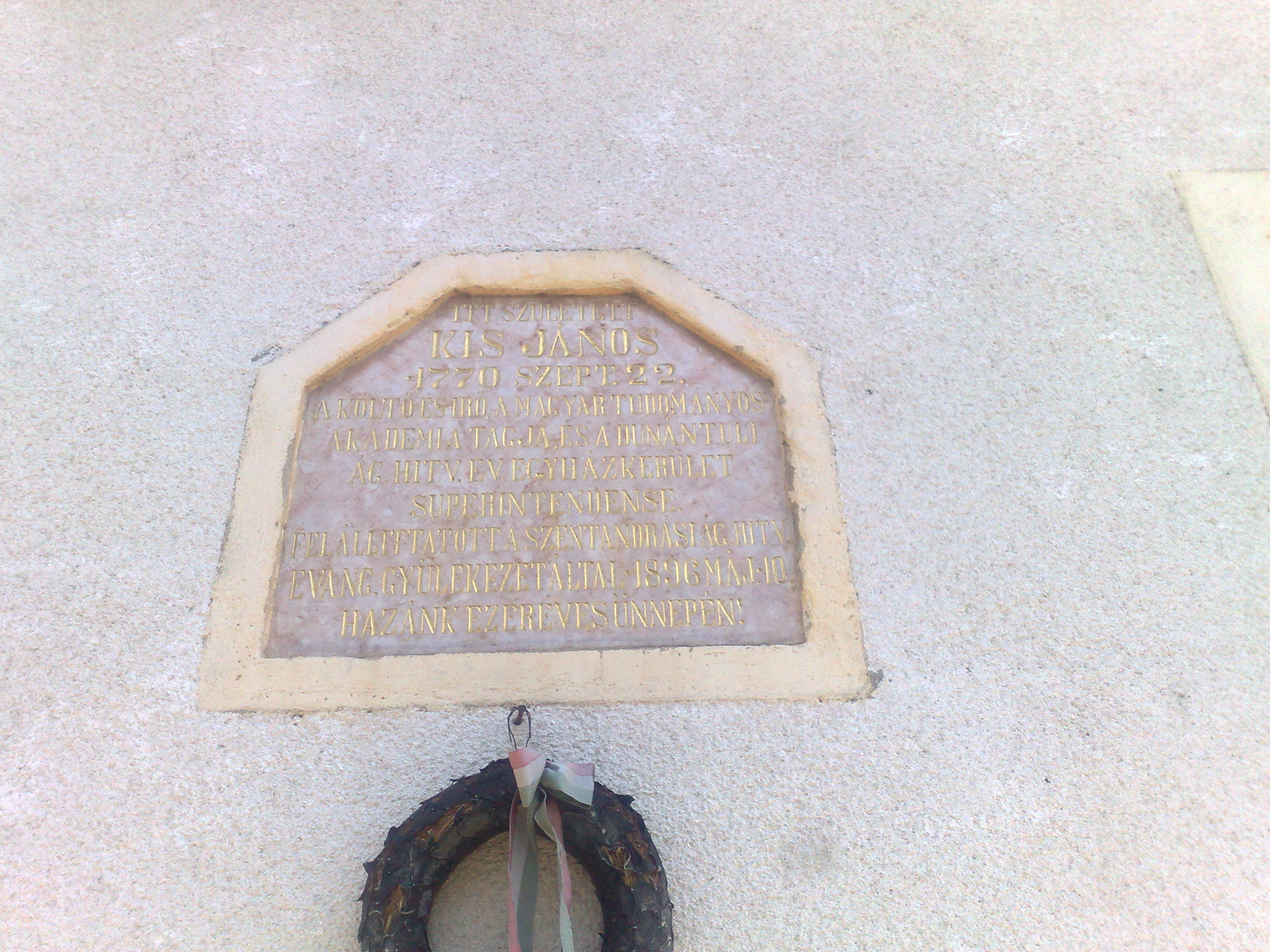
Kis János emléktáblája

Kis János 1770. szeptember 22-én született Rábaszentandráson, egy szerény, nádtetős házban, hétgyermekes jobbágycsalád harmadik gyermekeként. Elemi iskolai tanítója figyelt fel tehetségére, neki köszönhette, hogy Sopronban gimnáziumban tanulhatott tovább, ahonnét később a kor legjobb német egyetemeire, Göttingába és Jénába vezetett az útja.
Tanulmányai végeztével Nemesdömölkön kezdte lelkészi, írói, fordítói és nyelvművelői tevékenységét. Berzsenyi Dániel neki mutatta meg először verseit, s ő továbbította azokat Kazinczy Ferenchez.
1830-ban a Magyar Tudományos Akadémia tagjává választották, ahol Kazinczy halála után a történeti osztályt irányította. Mintegy hetven önálló irodalmi műve jelent meg, de több görög, latin, német és francia klasszikust is magyarra fordított.

## Híres emberek
- Kis János (1770–1846) evangélikus lelkész, költő, fordító, akadémikus, a Dunántúli Egyházkerület püspöke.
- Borhidai Miklós (1630 körül – 1675) gályarabságban meghalt evangélikus prédikátor.
- Balázs György (1926-2013) Széchenyi-díjas mérnök, professor emeritus, a műszaki tudomány doktora, oktató, kutató, szerző, „a beton szerelmese”, Budapest díszpolgára.[18][19]

## Érdekességek
- A település nevét, és a vásárokra lábon hajtott állatok itatására alkalmas kútjának emlékét őrzi az ismert, minden bizonnyal több száz éve énekelt, Szélről legeljetek című népdal szövege:

```
„…
szili
 kút, 
szanyi
 kút, szentandrási-
sobri
 kút.”
```